# アルターゴゾ・エルバッキー・ムニューダー
アルターゴゾ・エルバッキー・ムニューダー（エルバッキー）は、1981年7月22日に神奈川県横浜市で日本の女性が発見した宇宙生物、とされている未確認動物である。エリザベート（光本富美子）・大石隆一の著書『異星人からのメッセージ』（鷹書房、1982年）の中でその存在が取り上げられた。正体はネコではないかといわれている。

## 概要
主な特徴は、光る目とビーバーの様に大きな尻尾である。毛の色は赤茶色。全体的にはネコに似ており、ネコそのものではないかという指摘もある。また光る目についても、写真撮影時のフラッシュの反射によって動物の目が光ってみえるのは当然であるとの指摘もある。
発見者であるエリザベート（光本富美子）は、神奈川県を夫婦でドライブ中にこの生物を発見し、写真を撮影した。しかし、ネガは一部が夫妻の飼い犬に食いちぎられ、特徴的な尻尾の部分の検証を行うことは不可能となった。『異星人からのメッセージ』には、尻尾の外形を点線で補った写真が掲載されている。
エリザベートは同年8月12日、PM12・15〜12・50に、「エルバッキーの使命を司る、アルファー一等星（の）ナガンダ・ムー・アンドロメダ星（の）ピーガ・パゴイラ」と名乗る宇宙人から
「新燃岳（九州宮崎県）の基地よりメッセージを送っている。我々が地球に下ろした、アルターゴゾ・エルバッキー・ムニューダーは、地球より遥かに進化した星、アンドロメダ星座よりやって来た。地球を破壊する核兵器や毒ガス、臭素ガスなどを埋められている場所を調べにやって来ている」、「友よ、貴方たちが見た動物は、エルバッキーの霊化されたもので、絶えず貴方たちの行動・生活態度は観察され続けています」、「エルバッキーはその目からレーザー網光線を放ち、見つけた場所に埋められている恐ろしい破壊物を、その光線で弱め、中の濃度を調べているのだ。エルバッキーは、温和しい、人間の言葉を理解する叡智を持ち備えている。その他のきょうだい（日本に降ろされた三匹のエルバッキーのうちの後の二匹）は、いま日光の〈高原山〉と、秋田市郊外の〈湯沢台〉に行っている」
と教えられたという。
また、別の異星人から、
『地球の危機を伝え、また観察するために、雷神系の星よりの使いとして、優れた宇宙動物を地球に降ろした。その名を“エルバッキー・ムニューダー”と呼ぶ。この動物は、誰の眼にも見えるものではなく、宇宙より平和のメッセンジャーとして降りてきた魂の人間にのみ、その姿とコンタクトが可能である。その主な使命は、地球の破壊をもたらす兵器（核兵器か？）の出す有害物質の発見、監視にある』
とのコンタクトも受けたという。

## 反響など
大槻ケンヂのエッセイや、と学会『トンデモ本の世界』で紹介されたことにより、メジャーな存在となった。
筋肉少女帯の楽曲「暴いておやりよドルバッキー」、「遺言動物ドルバッキー」に登場する猫・ドルバッキーの名前のモデルであり、また、田丸浩史の漫画『アルプス伝説』にも登場する。
ゲーム『ワイルドアームズシリーズ』では「他星雲からやってきた宇宙生物」、「光を当てると異様に目が輝く」等という忠実な設定で猫型のモンスターの名称に使われている。